# Leptopelis christyi
Leptopelis christyi là một loài ếch thuộc họ Hyperoliidae.
Loài này có ở Cameroon, Cộng hòa Dân chủ Congo, Gabon, Tanzania, Uganda, có thể cả Burundi, có thể cả Cộng hòa Trung Phi, có thể cả Cộng hòa Congo, có thể cả Kenya, có thể cả Rwanda, và có thể cả Sudan.
Môi trường sống tự nhiên của chúng là rừng ẩm vùng đất thấp nhiệt đới hoặc cận nhiệt đới, vùng núi ẩm nhiệt đới hoặc cận nhiệt đới, xavan ẩm, sông ngòi, đầm nước, đầm nước ngọt có nước theo mùa, vườn nông thôn, và rừng trước đây suy thoái nghiêm trọng.